# Pallamano all'XI Festival olimpico estivo della gioventù europea
Le competizioni di pallamano al XI Festival olimpico estivo della gioventù europea si sono svolte dal 25 al 29 luglio 2013 a Trebisonda, in Turchia

## Podi

### Ragazzi
| Evento          | Oro       | Argento  | Bronzo |
| Torneo maschile | Danimarca | Germania | Serbia |

### Ragazze
| Evento           | Oro    | Argento | Bronzo    |
| Torneo femminile | Russia | Svezia  | Danimarca |